# Hedendaagse kunst

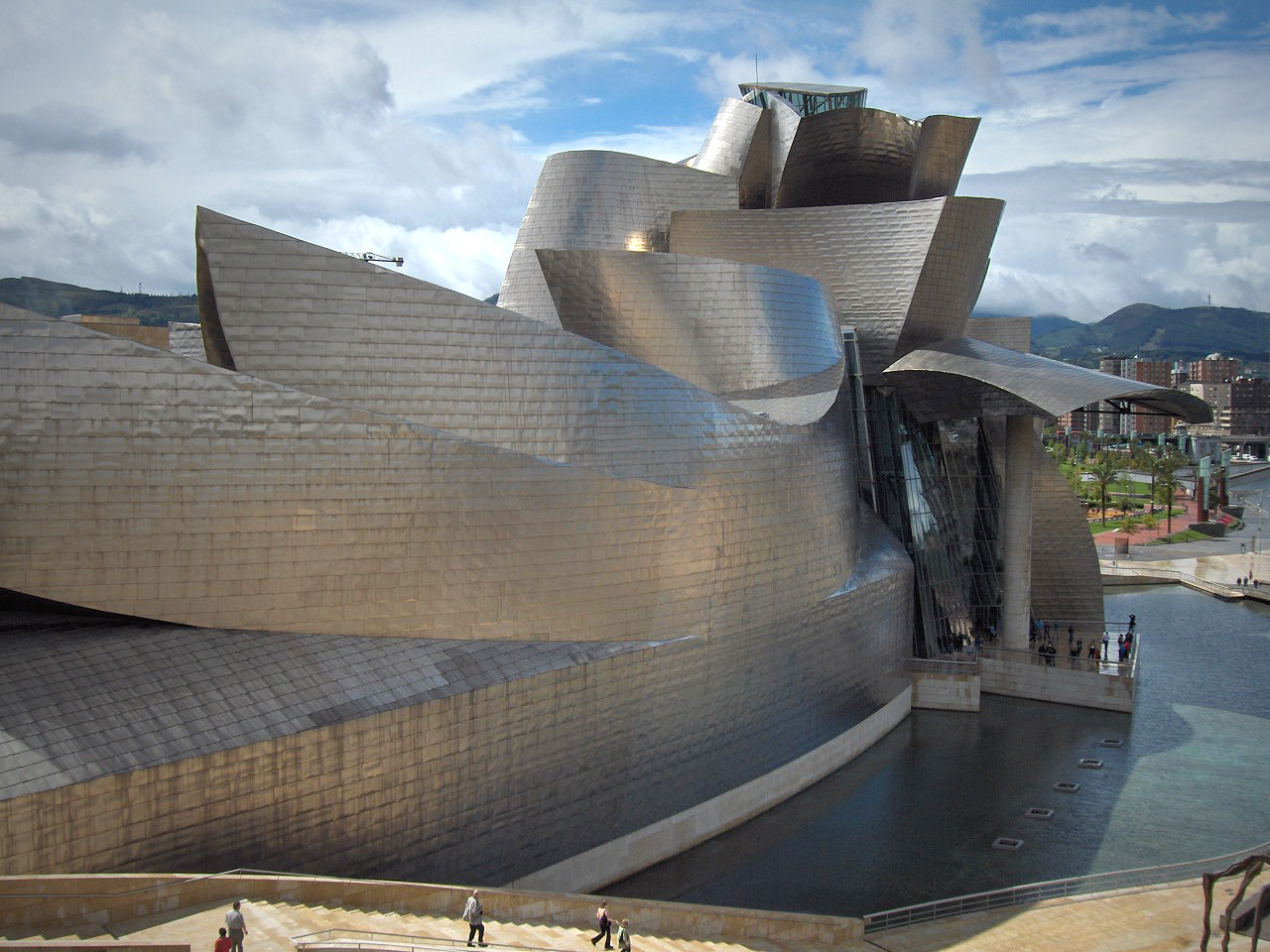
Guggenheim, Bilbao

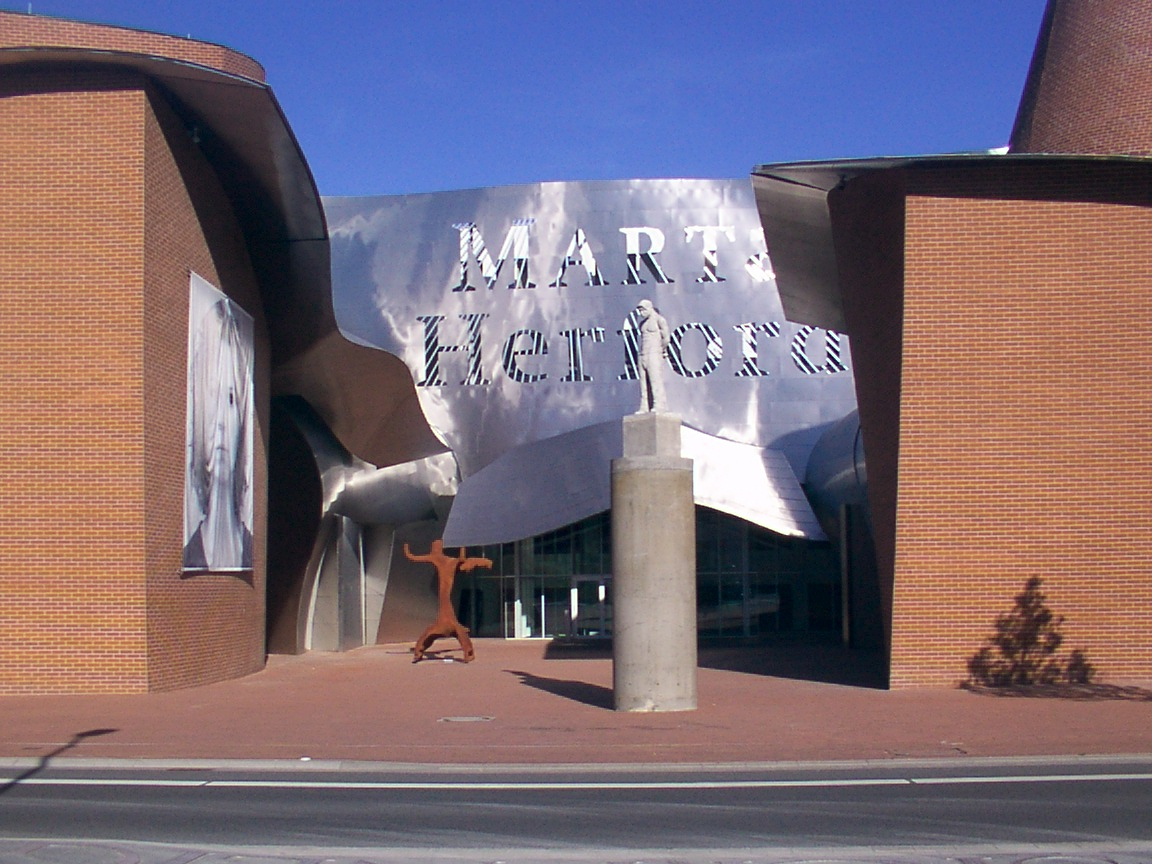
MARTa Herford, museum voor hedendaagse kunst

Hedendaagse kunst is alle beeldende kunst die "nu" gemaakt wordt. Hedendaagse kunst wordt tentoongesteld in musea voor moderne kunst en op kunstevenementen zoals de Documenta in Kassel en de Biënnale van Venetië. Ook presentatie-instellingen, zoals BAK, Witte de With, Kunstcentrum de Boterhal en Stroom, galeries en kunstenaarsinitiatieven houden zich bezig met de presentatie ervan.
In de kunstbeschouwing wordt de recente kunst vanaf de jaren 1960 of 1970 meestal hedendaagse kunst of actuele kunst genoemd. Eerdere uitingen van kunst van de 20e eeuw krijgen in de kunstgeschiedenis meestal de naam "moderne kunst", maar de scheidingslijn is niet absoluut en vele kunstenaars vallen in beide categorieën.
Men zou kunnen zeggen dat moderne kunst aan zijn einde kwam met de opkomst van het postmodernisme, een brede culturele stroming (ook in onder andere filosofie, literatuur en architectuur) die volgens de woordvoerders het einde inluidde voor de "grote verhalen" en ideologieën van de kunst van het midden van de 20e eeuw.

## Kenmerken
Typisch voor hedendaagse kunst is het grote pluralisme: het is moeilijk om nog duidelijk afgebakende kunststromingen te onderscheiden, die zo karakteristiek waren voor de moderne kunst en eerdere periodes.
Hedendaagse kunstenaars werken zowel figuratief als abstract. Een heel grote diversiteit aan media en materialen komt aan bod. Schilderkunst en beeldhouwkunst zijn minder dominant geworden; bij tentoonstellingen van hedendaagse kunst wordt vaak een mix van installatie, performance en allerlei soorten mediakunst getoond: fotografie, videokunst en zelfs digitale of elektronische kunst en internetkunst. Ook ASCII-art kan als onderdeel van de hedendaagse kunst beschouwd worden. Het stripverhaal en de animatie worden soms ook gezien als vormen van hedendaagse kunst. Sinds decennia is het onderscheid tussen high art en low art niet meer zo scherp als in het begin van de twintigste eeuw en worden in musea en galeries ook af en toe tentoonstellingen met werk van stripauteurs georganiseerd. De internationalisering heeft ertoe geleid dat ook niet-westerse kunst in Europa getoond en gewaardeerd wordt. Vele schilderstijlen en kunstgenres uit de late 20e eeuw vallen ook onder de hedendaagse kunst.

## Kunstgenres van de 21e eeuw
- Becher-Schule
- Business-art
- Digitale kunst
- Machinima
- Onafhankelijk realisme
- Pixel art
- Sieraadontwerp
- Toyisme
- Videokunst
- Visco-art

## Kunstgenres van de 20e eeuw
- Abstracte kunst
- Animisme
- Art & Language
- Arte povera
- Assemblagekunst
- Avant-garde
- Bauhaus
- Biomorfische schilderkunst
- Bodyart
- Cobra
- Colorfield Painting
- Conceptuele kunst
- Dadaïsme
- Existentiële kunst
- Fantasy art
- Fluxus
- Fundamentele kunst
- Futurisme
- Graffiti
- Happening
- Hyperrealisme of fotorealisme
- Informele schilderkunst
- Kinetische kunst
- Kubisme
- Land art
- Magisch realisme
- Mail art
- Minimal art
- Naïeve kunst
- Neo-expressionisme
- Neorealisme
- Nieuwe zakelijkheid
- Nieuw realisme
- Nieuwe figuratie
- Nieuwe Wilden
- Op-art
- Outsider art
- Pittura metafisica
- Plasticisme
- Popart
- Precisionisme
- Sociaal realisme
- Surrealisme
- Zero

## Musea
De hedendaagse kunst wordt onder meer vertoond in diverse musea voor moderne kunst.
Voor een overzicht zie:
- Lijst van musea voor moderne kunst in Nederland
- Lijst van musea voor moderne kunst